# 레이먼드 킹 커밍스

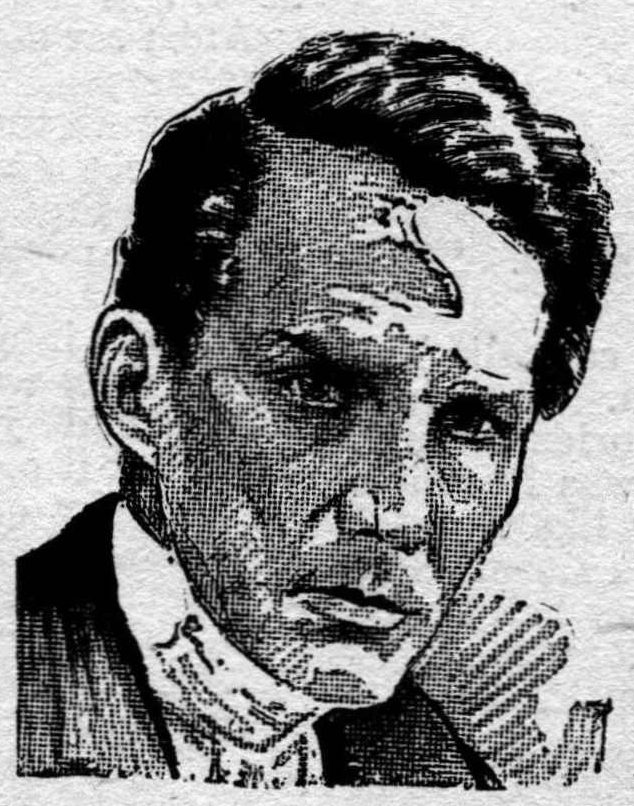

레이먼드 킹 커밍스(Raymond King Cummings, 1887년 8월 30일 ~ 1957년 1월 23일)는 미국의 SF 작가이다. SF 펄프 장르의 아버지들 중 하나로 여겨진다. 뉴욕에서 태어나 뉴욕에서 죽었다.